# Sonorella huachucana
Sonorella huachucana är en snäckart som beskrevs av Henry Augustus Pilsbry 1905. Sonorella huachucana ingår i släktet Sonorella och familjen Helminthoglyptidae. Inga underarter finns listade i Catalogue of Life.